# Municipio de Jamaica
El municipio de Jamaica (en inglés: Jamaica Township) es un municipio ubicado en el condado de Vermilion en el estado estadounidense de Illinois. En el año 2010 tenía una población de 202 habitantes y una densidad poblacional de 2,49 personas por km².

## Geografía
El municipio de Jamaica se encuentra ubicado en las coordenadas 39°58′47″N 87°48′26″O / 39.97972, -87.80722. Según la Oficina del Censo de los Estados Unidos, el municipio tiene una superficie total de 81.11 km², de la cual 80,49 km² corresponden a tierra firme y (0,76 %) 0,62 km² es agua.

## Demografía
Según el censo de 2010, había 202 personas residiendo en el municipio de Jamaica. La densidad de población era de 2,49 hab./km². De los 202 habitantes, el municipio de Jamaica estaba compuesto por el 99,01 % blancos, el 0,5 % eran afroamericanos, el 0,5 % eran de otras razas. Del total de la población el 0,5 % eran hispanos o latinos de cualquier raza.